# Les Lignes du Grand Sud
Les Lignes du Grand Sud omfattar ett antal oelektrifierade meterspåriga järnvägslinjer i södra Tunisien. Trafiken består huvudsakligen av fosfattåg men gods- och persontåg förekommer också på delar av sträckorna.

## Historia
Under slutet av 1800-talet hittades fosfat i närheten av Seldja. Compagnie des phosphates et des chemins de fer de Sfax–Gafsa kom att få koncession för brytningen. Mellan 1897 och 1899 byggde bolaget den meterspåriga järnvägen från hamnen i Sfax till Metlaoui vilket var ett villkor för koncessionen. 1912 förlängdes linjen till Tozeur och 1916 var järnvägen från Ghraïba till Gabès färdig. 1920 byggdes sidobanan från Gafsa till M'Dilla, vilken 1970 förlängdes till Sehib. 1956 grundades det statliga järnvägsbolaget SNCFT men på grund av att Compagnie des phosphates et des chemins de fer de Sfax–Gafsa hade koncessionen på järnvägen här blev den statlig först 1967 då koncessionen hade löpt ut. 1970 byggdes linjen mellan Founi och H'Meda för att förenkla tågföringen mellan inlandet och hamnen i Gabès. Denna linje förlorade dock i betydelse när linjen mellan Gafsa och Aouinet blev klar 1983.

## Trafik
Fosfattåg går från gruvorna i inlandet till hamnarna i Sfax och Gabès. Fjärrtåg från Tunis går till Tozeur och Gabès. Till Tozeur går två Direct-tåg om dygnet varav ett går på natten och till Gabès går ett Express samt tre Direct, varav ett på natten. Godståg förekommer bl.a. lokalgodståg från Sfax till Gabès (ett om dagen).